# Publius Valerius Flaccus
Publius Valerius Flaccus (i. e. 3. század) római politikus, hadvezér, az előkelő Valeria gens tagja volt. Apja, Lucius Valerius Flaccus i. e. 261-ben viselte a consulságot. Publiusról magáról csak annyit tudunk, hogy i. e. 227-ben volt consul, abban az évben, amikor a praetorok számát négyre emelték.